# Villa Ballester
Villa Ballester is een plaats in het Argentijnse bestuurlijke gebied San Martín in de provincie Buenos Aires. De plaats telt 35.301 inwoners.

## Geboren
- Roberto De Vicenzo (1923-2017), golfer
- Oscar Más (1946), voetballer